# Ceratocapnos
Ceratocapnos é um género de plantas com cinco espécies descritas e apenas três aceites, pertencente à  subfamília Fumarioideae.

## Taxonomia
O género foi descrito por Michel Charles Durieu de Maisonneuve e publicado em Giornale Botanico Italiano 1: 336. 1844. A espécie-tipo é Ceratocapnos heterocarpa Durieu.

## Espécies
- Ceratocapnos claviculata (L.) Lidén
- Ceratocapnos heterocarpa Durieu
- Ceratocapnos turbinata (DC.) Lidén

## Portugal
Em Portugal este género está representado por 2 espécies, uma delas com 2 subespécies:
- Ceratocapnos claviculata (L.) Lidén subsp. claviculata
- Ceratocapnos claviculata (L.) Lidén subsp. picta (Samp.) Lidén
- Ceratocapnos heterocarpa Durieu

São as 3 nativas de Portugal Continental.